# 스트롱 검사
스트롱 검사(Strong Interest Inventory, SII)는 진로 평가에 사용되는 관심사 목록이다. 따라서 진로 평가는 진로 상담에 사용될 수 있다. 이 평가의 목적은 개인의 관심사에 대한 통찰력을 제공하여 자신에게 적합한 진로를 결정하는 데 어려움을 겪지 않도록 하는 것이다. 또한 가장 인기 있는 진로 평가 도구 중 하나로 교육 지침에 자주 사용된다. 이 테스트는 1927년 심리학자 에드워드 켈로그 주니어(Edward Kellog Strong Jr.)가 군에서 전역한 사람들이 적합한 직업을 찾을 수 있도록 돕기 위해 개발했다. 나중에 조이자 한센(Jo-Ida Hansen)과 데이비드 P. 캠벨이 개정했다. 2004년의 현대판은 심리학자 존 L. 홀랜드의 홀랜드 코드 유형을 기반으로 한다. 스트롱은 고등학생, 대학생 및 성인을 대상으로 설계되었으며 약 9학년 수준의 독해 수준을 보였다.

## 같이 보기
- 경력개발
- 홀랜드 코드